# Idiops damarensis
Idiops damarensis är en spindelart som beskrevs av Hewitt 1934. Idiops damarensis ingår i släktet Idiops och familjen Idiopidae.
Artens utbredningsområde är Namibia. Inga underarter finns listade i Catalogue of Life.